# La Gracieuse (aviso)
Pour les autres navires du même nom, voir La Gracieuse.
La Gracieuse est un aviso de la classe Élan de la Marine nationale. Son numéro de coque était le A14/F746.

## Service actif
Il est lancé le 30 novembre 1939 et mis en service en mai 1940. À partir du 30 juin 1940, il est sous le contrôle de Vichy basé au Maroc. Capturé par les Alliés pendant l’invasion de l’Afrique du Nord en novembre 1942, il rejoint les Forces navales françaises libres en décembre 1942. Il est retiré du service le 11 septembre 1958.